# Xandrames tromodes
Xandrames tromodes là một loài bướm đêm trong họ Geometridae.